# Saison 2021-2022 du Castres olympique
Cette page présente la saison 2021-2022 du Castres olympique en Top 14 et en Coupe d'Europe.

## Entraineurs
- David Darricarrère
- Joe Worsley
- Pierre-Henry Broncan
- Romain Teulet

## Effectif
| Nom                        | Poste               | Naissance         | Nationalité sportive | Sélections | Dernier club                    | Arrivée au club (année) |
| -------------------------- | ------------------- | ----------------- | -------------------- | ---------- | ------------------------------- | ----------------------- |
| Antoine Tichit             | Pilier              | 13 juin 1989      | France               |            | US Oyonnax                      | 2015                    |
| Levan Chilachava           | Pilier              | 17 août 1991      | Géorgie              |            | Montpellier HR                  | 2021                    |
| Tudor Stroe                | Pilier              | 6 novembre 1993   | France               |            | Stado Tarbes                    | 2016                    |
| Wilfrid Hounkpatin         | Pilier              | 29 juillet 1991   | France               |            | Rouen NR                        | 2018                    |
| Matt Tierney               | Pilier              | 7 avril 1996      | Canada               |            | Section paloise                 | 2019                    |
| Julius Nostadt             | Pilier              | 12 octobre 1992   | Allemagne            |            | Stade aurillacois               | 2020                    |
| Wayan De Benedittis        | Pilier              | 10 mars 1999      | France               |            | FC Grenoble                     | 2019                    |
| Quentin Walcker            | Pilier              | 21 février 1996   | France               |            | USA Perpignan                   | 2021                    |
| Antoine Guillamon          | Pilier              | 4 juin 1991       | France               |            | Montpellier HR                  | 2021                    |
| Gaëtan Barlot              | Talonneur           | 13 avril 1997     | France               |            | Colomiers rugby                 | 2020                    |
| Paula Ngauamo              | Talonneur           | 19 février 1990   | Tonga                |            | SU Agen                         | 2021                    |
| Brendan Lebrun             | Talonneur           | 22 janvier 1998   | France               |            | RC Vannes                       | 2021                    |
| Brice Humbert              | Talonneur           | 27 août 1996      | France               |            | Valence Romans DR               | 2021                    |
| Loïc Jacquet               | Deuxième ligne      | 31 mars 1985      | France               |            | ASM Clermont                    | 2016                    |
| Tyler Ardron               | Deuxième ligne      | 16 juin 1991      | Canada               |            | Chiefs                          | 2020                    |
| Tom Staniforth             | Deuxième ligne      | 13 août 1994      | Australie            |            | Waratahs                        | 2020                    |
| Florent Vanverberghe       | Deuxième ligne      | 22 juillet 2000   | France               |            | RC Toulon                       | 2020                    |
| Ryno Pieterse              | Deuxième ligne      | 6 août 1998       | Afrique du Sud       |            | Bulls                           | 2020                    |
| Théo Hannoyer              | Deuxième ligne      | 9 juin 1996       | France               |            | Valence Romans DR               | 2021                    |
| Baptiste Delaporte         | 3e ligne aile       | 27 mars 1997      | France               |            | Olympique Labruguière XV        | 2014                    |
| Mathieu Babillot           | 3e ligne aile       | 9 septembre 1993  | France               |            | Formé au club                   | 2013                    |
| Mateaki Kafatolu           | 3e ligne aile       | 11 août 1989      | Tonga                |            | Petone Rugby                    | 2021                    |
| Kévin Kornath              | 3e ligne aile       | 27 décembre 1996  | France               |            | Montpellier HR                  | 2020                    |
| Stéphane Onambele          | 3e ligne aile       | 12 février 1993   | France               |            | RC Toulon                       | 2020                    |
| Nick Champion de Crespigny | 3e ligne aile       | 27 juin 1996      | Australie            |            | Sydney University Football Club | 2021                    |
| Teariki Ben-Nicholas       | 3e ligne centre     | 18 juillet 1995   | Nouvelle-Zélande     |            | Highlanders                     | 2021                    |
| Feibyan Cornell Tukino     | 3e ligne centre     | 16 juin 2001      | Nouvelle-Zélande     |            | FC Grenoble                     | 2021                    |
| Rory Kockott               | Demi de mêlée       | 25 juin 1986      | France               |            | Lions                           | 2011                    |
| Santiago Arata             | Demi de mêlée       | 2 septembre 1996  | Uruguay              |            | Peñarol Rugby                   | 2020                    |
| Jérémy Fernandez           | Demi de mêlée       | 15 mai 1997       | France               |            | Formé au club                   | 2019                    |
| Bastien Bourgier           | Demi de mêlée       | 5 février 1999    | France               |            | Stade toulousain                | 2019                    |
| Benjamín Urdapilleta       | Demi d'ouverture    | 11 mars 1986      | Argentine            |            | US Oyonnax                      | 2015                    |
| Ben Botica                 | Demi d'ouverture    | 10 juillet 1989   | Nouvelle-Zélande     |            | Union Bordeaux Bègles           | 2021                    |
| Louis Le Brun              | Demi d'ouverture    | 28 février 2002   | France               |            | RC Toulon                       | 2020                    |
| Thomas Combezou            | Trois-quarts centre | 26 janvier 1987   | France               |            | Montpellier HR                  | 2014                    |
| Adrea Cocagi               | Trois-quarts centre | 1er mars 1994     | Fidji                |            | USA Perpignan                   | 2020                    |
| Vilimoni Botitu            | Trois-quarts centre | 15 juin 1998      | Fidji                |            | Fidji à 7                       | 2020                    |
| Antoine Zeghdar            | Trois-quarts centre | 22 mai 1999       | France               |            | Oyonnax rugby                   | 2021                    |
| Pierre Aguillon            | Trois-quarts centre | 27 mars 1987      | France               |            | Stade rochelais                 | 2021                    |
| Crimson Tukino             | Trois-quarts centre | 16 septembre 2002 | Nouvelle-Zélande     |            | FC Grenoble                     | 2021                    |
| Martin Laveau              | Trois-quarts aile   | 10 septembre 1996 | France               |            | Aviron bayonnais                | 2018                    |
| Filipo Nakosi              | Trois-quarts aile   | 8 avril 1992      | Fidji                |            | RC Toulon                       | 2019                    |
| Bastien Guillemin          | Trois-quarts aile   | 22 septembre 1997 | France               |            | FC Grenoble                     | 2020                    |
| Josaia Raisuqe             | Trois-quarts aile   | 22 juillet 1994   | Fidji                |            | USON Nevers                     | 2021                    |
| Antoine Bouzerand          | Trois-quarts aile   | 26 mai 1999       | France               |            | Cahors rugby                    | 2018                    |
| Geoffrey Palis             | Arrière             | 8 juillet 1991    | France               |            | SC Albi                         | 2013                    |
| Julien Dumora              | Arrière             | 24 mars 1988      | France               |            | Lyon OU                         | 2014                    |
| Thomas Larregain           | Arrière             | 16 avril 1997     | France               |            | Colomiers rugby                 | 2021                    |

## Calendrier et résultats

### Top 14
| - Castres olympique - Section paloise : 16-12 - ASM Clermont - Castres olympique : 30-34 - Castres olympique - Union Bordeaux Bègles : 23-23 - Stade français - Castres olympique : 34-10 - Castres olympique - RC Toulon : 27-16 - Stade rochelais - Castres olympique : 29-10 - Castres olympique - Biarritz olympique : 38-20 - Stade toulousain - Castres olympique : 41-0 - Castres olympique - CA Brive : 23-22 - Lyon OU - Castres olympique : 30-23 - Montpellier HR - Castres olympique : 25-24 - Castres olympique - Racing 92 : 25-3 - USA Perpignan - Castres olympique : 19-20 | - Section paloise - Castres olympique : 16-26 - Castres olympique - ASM Clermont : 12-0 - Union Bordeaux Bègles - Castres olympique : 23-10 - Castres olympique - Stade français : 15-9 - RC Toulon - Castres olympique : 10-22 - Castres olympique - Stade rochelais : 31-30 - Biarritz olympique - Castres olympique : 13-48 - Castres olympique - Stade toulousain : 19-17 - Castres olympique - Lyon OU : 19-17 - Castres olympique - Montpellier HR : 25-9 - Racing 92 - Castres olympique : 45-25 - Castres olympique - USA Perpignan : 28-12 |

#### Classement Top 14
| Rang | Club                  | J  | V  | N | D  | Bo | Bd | Pm  | Pe  | Diff | Pts |
| ---- | --------------------- | -- | -- | - | -- | -- | -- | --- | --- | ---- | --- |
| 1    | Castres olympique     | 26 | 17 | 1 | 8  | 5  | 1  | 565 | 529 | +36  | 76  |
| 2    | Montpellier HR        | 26 | 15 | 2 | 9  | 4  | 6  | 619 | 503 | +116 | 74  |
| 3    | Union Bordeaux Bègles | 26 | 15 | 1 | 10 | 5  | 5  | 610 | 484 | +126 | 72  |
| 4    | Stade toulousain      | 26 | 15 | 0 | 11 | 6  | 5  | 638 | 432 | +206 | 71  |
| 5    | Stade rochelais       | 26 | 15 | 0 | 11 | 6  | 5  | 640 | 466 | +174 | 71  |
| 6    | Racing 92             | 26 | 16 | 0 | 10 | 4  | 2  | 661 | 568 | +93  | 70  |
| 7    | ASM Clermont          | 26 | 14 | 0 | 12 | 6  | 4  | 649 | 557 | +92  | 66  |
| 8    | RC Toulon             | 26 | 13 | 2 | 11 | 4  | 5  | 572 | 504 | +68  | 65  |
| 9    | Lyon OU               | 26 | 13 | 0 | 13 | 6  | 6  | 637 | 558 | +79  | 64  |
| 10   | Section paloise       | 26 | 11 | 1 | 14 | 1  | 3  | 568 | 664 | -96  | 50  |
| 11   | Stade français Paris  | 26 | 11 | 0 | 15 | 2  | 4  | 544 | 651 | -107 | 50  |
| 12   | CA Brive              | 26 | 9  | 1 | 16 | 4  | 4  | 453 | 631 | -178 | 46  |
| 13   | USA Perpignan P       | 26 | 9  | 0 | 17 | 2  | 5  | 491 | 664 | -173 | 43  |
| 14   | Biarritz olympique P  | 26 | 5  | 0 | 21 | 1  | 3  | 449 | 885 | -436 | 24  |

### Coupe d'Europe
Dans la coupe d'Europe, le Castres olympique fait partie de la poule B et est opposée aux Anglais des Harlequins et aux Irlandais du Munster Rugby.
| - Castres olympique - Harlequins : 18-20 - Munster Rugby - Castres olympique : 19-13 | - Castres olympique- Munster Rugby : 13-16 - Harlequins - Castres olympique : 36-33 |

| Rang | Club                  | J | V | N | D | Bo | Bd | Pm | Pe  | Diff | Pts |
| ---- | --------------------- | - | - | - | - | -- | -- | -- | --- | ---- | --- |
| 1    | Harlequins            | 3 | 3 | 0 | 0 | 2  | 0  | 99 | 68  | +31  | 14  |
| 2    | Leicester Tigers      | 3 | 3 | 0 | 0 | 2  | 0  | 74 | 64  | +10  | 14  |
| 3    | Munster               | 3 | 3 | 0 | 0 | 1  | 0  | 70 | 40  | +30  | 13  |
| 4    | Bristol Bears         | 3 | 2 | 1 | 0 | 2  | 0  | 56 | 17  | +39  | 12  |
| 5    | Union Bordeaux Bègles | 3 | 1 | 1 | 1 | 1  | 1  | 58 | 26  | +32  | 8   |
| 6    | Connacht              | 3 | 1 | 0 | 2 | 2  | 2  | 87 | 67  | +20  | 8   |
| 7    | Stade toulousain (T)  | 3 | 1 | 1 | 1 | 1  | 0  | 61 | 37  | +24  | 7   |
| 8    | Wasps                 | 3 | 1 | 1 | 1 | 0  | 0  | 44 | 57  | -13  | 6   |
| 9    | Castres olympique     | 3 | 0 | 0 | 3 | 0  | 3  | 44 | 55  | -11  | 3   |
| 10   | Stade français Paris  | 3 | 0 | 1 | 2 | 0  | 0  | 26 | 64  | -38  | 2   |
| 11   | Cardiff Rugby         | 3 | 0 | 0 | 3 | 1  | 1  | 57 | 118 | -61  | 2   |
| 12   | Scarlets              | 3 | 0 | 1 | 2 | 0  | 0  | 10 | 73  | -63  | 2   |

## Statistiques

### Championnat de France
Meilleurs réalisateurs
| Rang | Joueur | Poste | Points | Essais | Transf. | Pén. | Drops |
| ---- | ------ | ----- | ------ | ------ | ------- | ---- | ----- |
| 1    | -      | -     | -      | -      | -       | -    | -     |
| 2    | -      | -     | -      | -      | -       | -    | -     |
| 3    | -      | -     | -      | -      | -       | -    | -     |

Meilleurs marqueurs
| Rang | Joueur | Poste | Essais |
| ---- | ------ | ----- | ------ |
| 1    | -      | -     | -      |
| 2    | -      | -     | -      |
| 3    | -      | -     | -      |
| 4    | -      | -     | -      |
| 5    | -      | -     | -      |

### Coupe d'Europe
Meilleurs réalisateurs
| Rang | Joueur | Poste | Points | Essais | Transf. | Pén. | Drops |
| ---- | ------ | ----- | ------ | ------ | ------- | ---- | ----- |
| 1    | -      | -     | -      | -      | -       | -    | -     |
| 2    | -      | -     | -      | -      | -       | -    | -     |
| 3    | -      | -     | -      | -      | -       | -    | -     |

Meilleurs marqueurs
| Rang | Joueur | Poste | Essais |
| ---- | ------ | ----- | ------ |
| 1    | -      | -     | -      |
| 2    | -      | -     | -      |
| 3    | -      | -     | -      |
| 4    | -      | -     | -      |
| 5    | -      | -     | -      |